# Gliwice Trynek
Gliwice Trynek – zlikwidowana wąskotorowa stacja kolejowa w Gliwicach zlokalizowana na linii Bytom Karb Wąskotorowy – Markowice Raciborskie Wąskotorowe (kilometr 19,3), w latach 1899–1945 początkowa stacja kolei Gliwice Trynek – Rudy – Racibórz.

## Historia

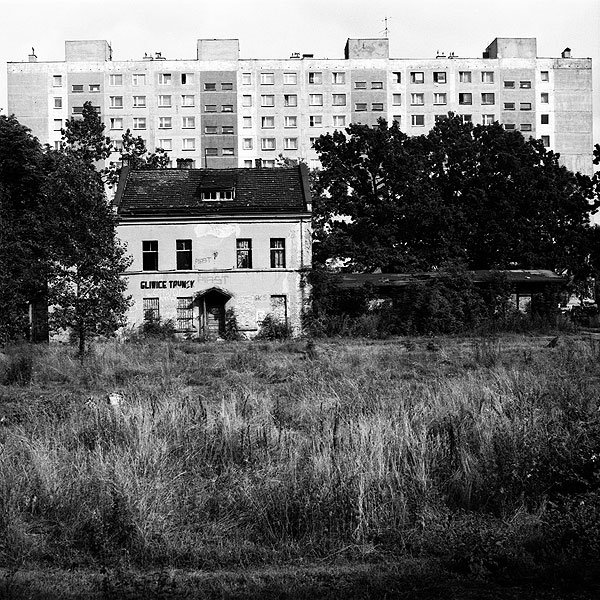
Teren stacji w 2006

Stacja obsługiwała ruch na torowiskach o rozstawie szyn 785 mm, charakterystycznym również dla ówczesnej sieci tramwajowej Górnego Śląska. Należała do największych na linii i jako jedyna do 1945 posiadała torowiska zelektryfikowane (od 1898). Dzięki temu stanowiła punkt styczny z siecią tramwajową. Umożliwiała przesiadki z tramwajów obsługujących aglomerację górnośląską do pociągów w kierunku Rud i Raciborza. W 1925 zakupiono wagon motorowy i wprowadzono ruch bezpośredni z centrum Gliwic do Raciborza, bez przesiadki w Trynku.
Na początku last 60. XX w. na trasie Gliwice Trynek - Rudy Raciborskie kursowało po 13 par pociągów w dni robocze i 8 par w dni świąteczne.
W 1991 zawieszono ruch pasażerski z Trynku do Markowic.
Budynek dworca kolejowego oraz magazyn przesyłkowy (w konstrukcji szachulcowej) został 1 marca 1993 wpisany do rejestru zabytków pod numerem A/1478/93. Decyzja ta nie powstrzymała jednak postępującej degradacji obiektów, które faktycznie zostały porzucone przez swojego właściciela – PKP.
W 2011 roku planowano reaktywację linii - po przekazaniu miastu Gliwice terenów wokół stacji, miały rozpocząć się tam prace porządkowe. Budynek stacji, ze względu na zły stan techniczny, miał zostać zburzony i odbudowany. Część stacji zajmuje park z punktem odpoczynku dla rowerzystów i tablicą pamiątkową.